# واکنش فرمیل‌دار کردن

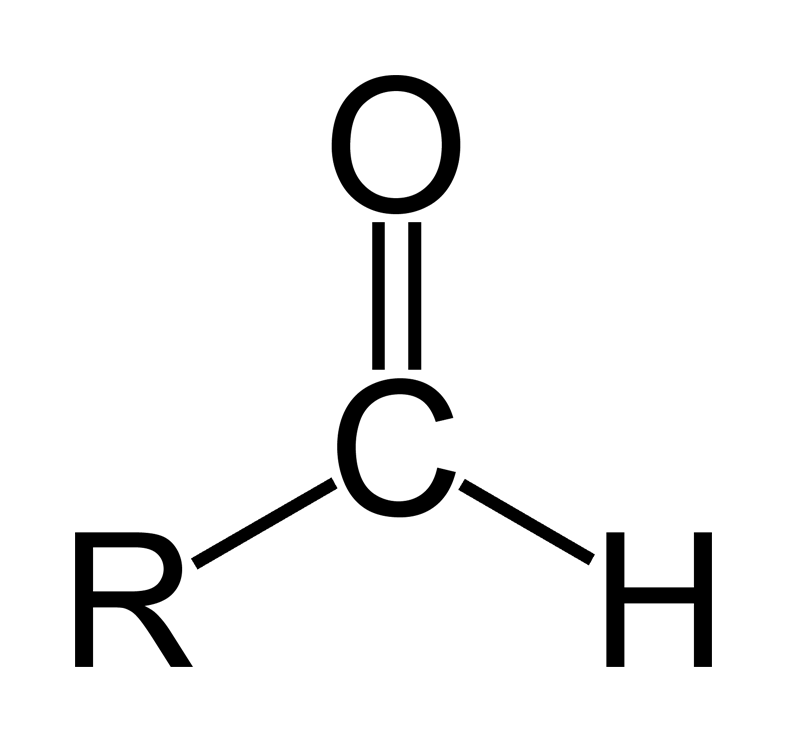
ساختار گروه فرمیل

واکنش فرمیل‌دار کردن یا فرمیلاسیون(به انگلیسی: Formylation reaction) در شیمی آلی به کلیه واکنش‌هایی گفته می‌شود که طی آن یک گروه فرمیل در یک ساختار آلی تشکیل شود.
به عنوان نمونه واکنش گاترمان نمونه‌ای از یک واکنش فرمیل‌دار کردن است: